# ألي إزرائيل
ألي إزرائيل (بالإنجليزية: Alie Israel)‏ هي منافسة ألعاب القوى أمريكية، ولدت في 23 مايو 1983 في شيكاغو في الولايات المتحدة.

## وصلات خارجية
- ألي إزرائيل على موقع الاتحاد الدولي لألعاب القوى (الإنجليزية)